# Zofia Schönburg-Waldenburg

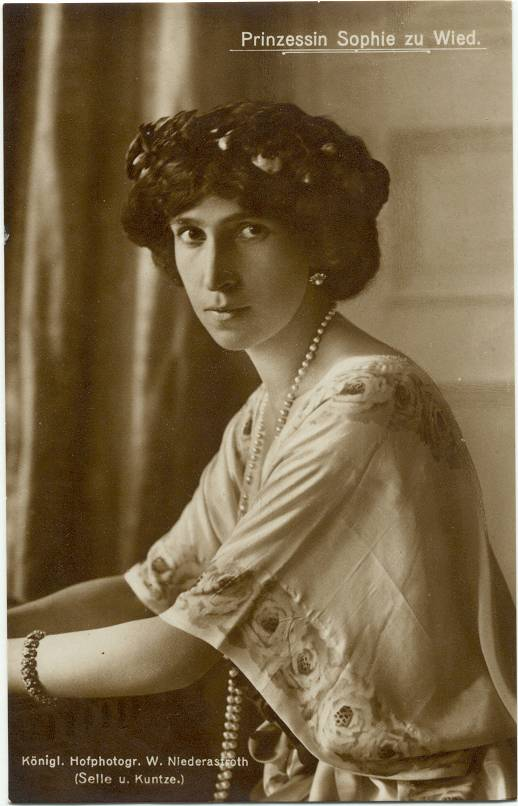
Zofia Schönburg-Waldenburg

Zofia Helena Cecylia (ur. 21 maja 1885 roku; zm. 3 lutego 1936 roku) – księżniczka Schönburg-Waldenburg, księżna Albanii i Wied.
Księżniczka Zofia urodziła się w Poczdamie, Brandenburgia, jako córka księcia Wiktora Schönburg-Waldenburg (1856–1888), i jego żony, księżniczki Sayn-Wittgenstein-Berleburg (1859–1903).
Jej dziadkami ze strony matki byli Emil, książę Sayn-Wittgenstein-Berleburg (1824–1878) i jego pierwsza żona Pulcheria Cantacuzene (1820–1865), księżniczka Rumunii. Emil był synem Augusta Ludwika Sayn-Wittgenstein-Berleburg (1788–1874) i Franciszki Allesiny Schweitzer (1802–1878).
August Ludwik był ósmym z dziesięciu synów Krystiana Henryka, księcia Sayn-Wittgenstein-Berleburg (1753–1800) i jego żony Szorlotty Fryderyki Franciszki, hrabiny Leiningen-Westerburg. Krystian Henryk był przedostatnim władcą Sayn-Wittgenstein-Berleburg jako części należącej do Świętego Cesarstwa Rzymskiego. Panował jako hrabia od 1773 do 1792 roku, i jako książę od 1792 roku do jego śmierci. W 1806 roku Sayn-Wittgenstein-Berleburg dołączył do Wielkiego księstwa Hesji.
Rodzice Zofii zmarli, gdy ta była bardzo młoda, większość czasu w tym okresie spędziła w Fantanele, własności krewnych jej matki w Mołdawii.
30 listopada 1906 roku Waldenburgii, Saksonia, wyszła za mąż za Wilhelma zu Wied. Para miała dwójkę dzieci:
- księżniczka Maria Eleonora (1909–1956);
- książę Maria Eleonora (1913–1973).

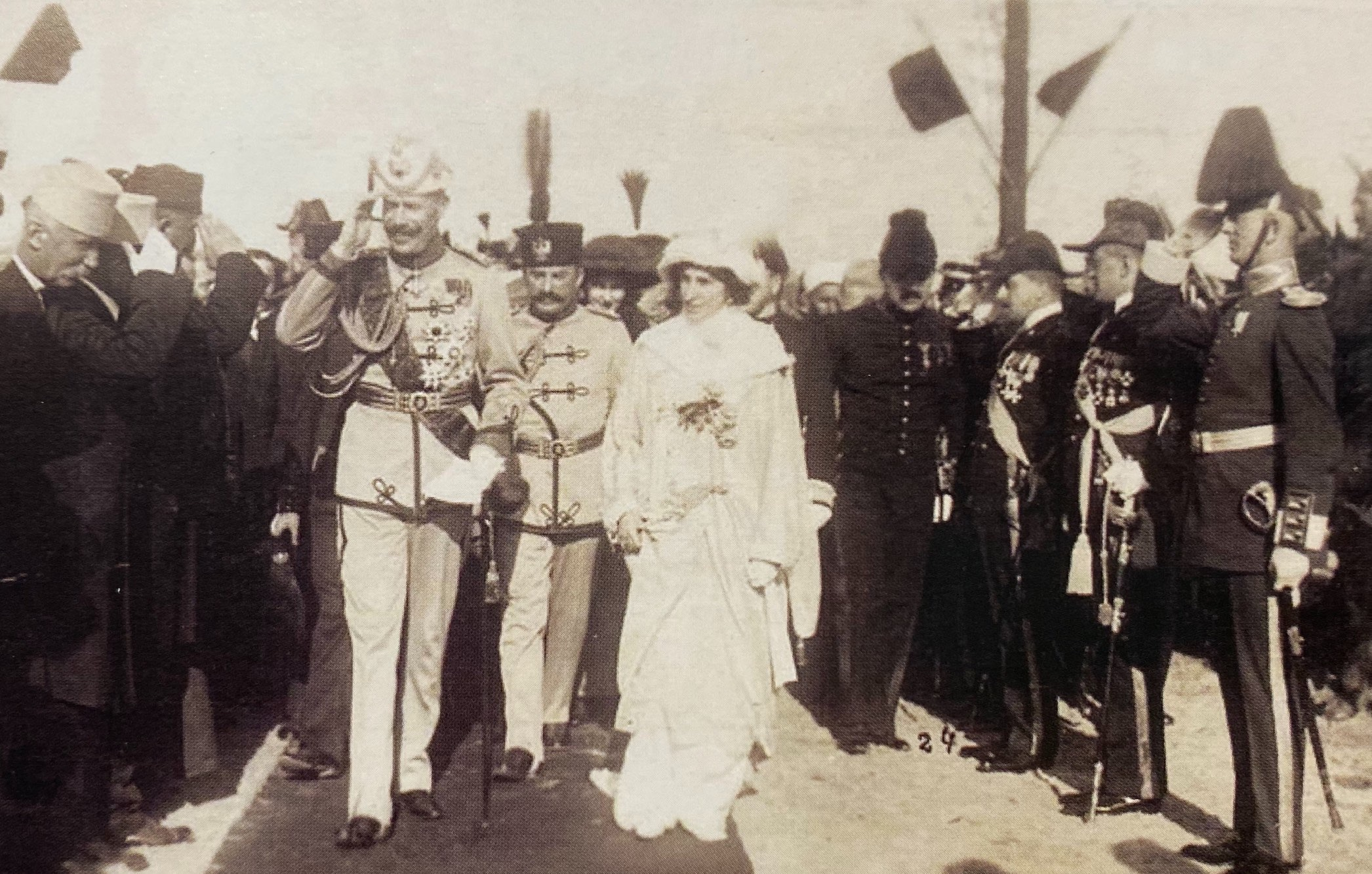
Księżna Zofia z mężem w Albanii.

Księżniczka Zofia była bliską przyjaciółką ciotki jej męża królowej Elżbiety Rumuńskiej, którą poznała w Rumunii, po śmierci jej rodziców. Królowa Elżbieta i Zofia razem śpiewały, malowały, komponowały i grały na instrumentach. Elżbieta Wied odegrała ważną rolę w pozyskaniu albańskiego tronu dla męża Zofii prosząc Take Ionescu, aby przekonał mocarstwa do wyboru Wilhelma. Elżbieta i Zofia razem przekonały niechętnego księcia do przejęcia władzy w Albanii.
W końcu Wilhelm zgodził się i 21 lutego 1914 roku objął rządy. Albańska delegacja odwiedziła nowego władcę i jego żonę w ich zamku w Neuwied. Następnie udała się do Waldenburga, w Saksonii, gdzie mieszkała rodzina księżnej Zofii.
Księżna i jej mąż przybyli do Albanii 7 marca 1914 roku do Durrës. Jednak ich pobyt w tym kraju okazał się krótkotrwały. 3 września 1914 roku para książęca opuściła kraj ogranięty chaosem, i nigdy więcej już nie wróciła. Jednak Zofia zachowała tytuł Księżnej Albanii do 31 stycznia 1925 roku, kiedy kraj został republiką.
Księżna Zofia zmarła w Fântânele, Rumunia.